# Melchior Pfintzing

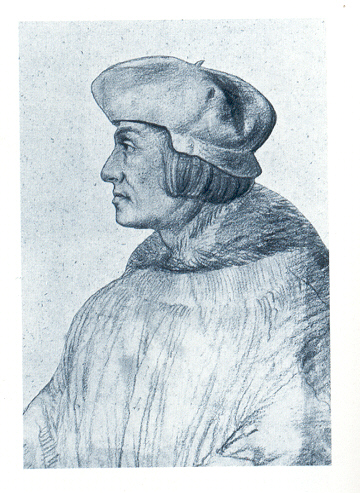
Hans Schwarz (* 1492; † unbekannt): Melchior Pfinzing. Kohlezeichnung o. J.; Staatliche Museen zu Berlin – Stiftung Preußischer Kulturbesitz, Kupferstichkabinett, Berlin.

Melchior Pfintzing, auch: Pfinzing, (* 25. November 1481 in Nürnberg; † 24. November 1535 in Mainz) war Geistlicher und ein hochrangiges Mitglied des Hofstaats bei Kaiser Maximilian I.; er gilt als Mitverfasser des Theuerdank.

## Leben und Wirken

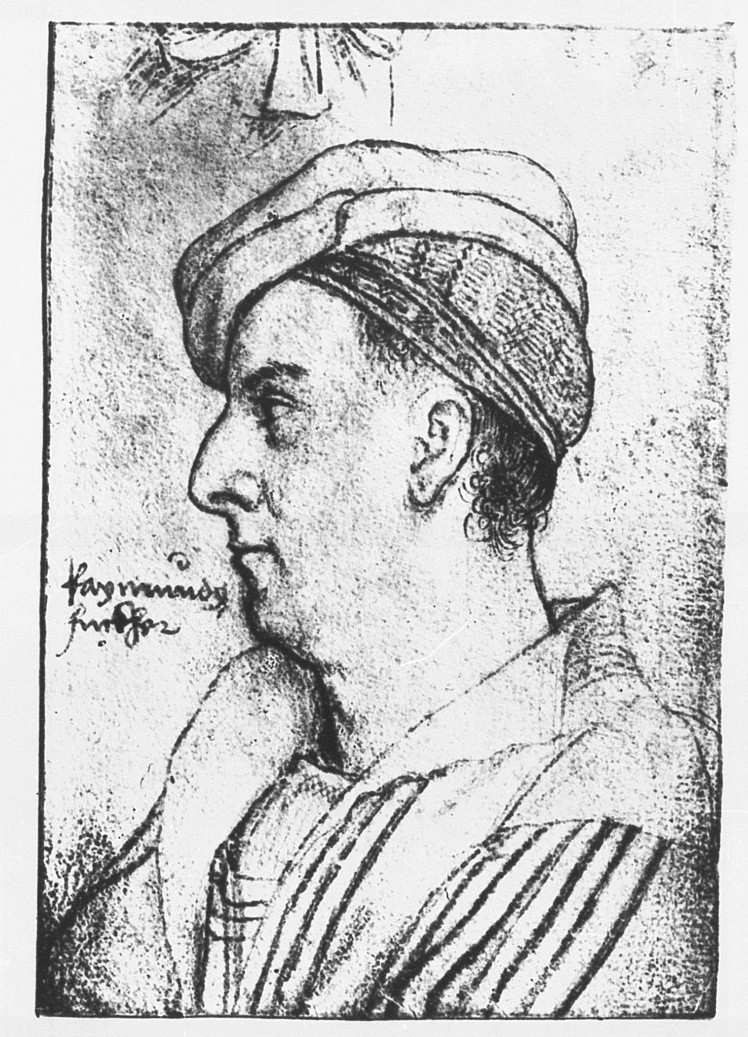
Melchior Pfinzing, Zeichnung von Albrecht Dürer

Melchior Pfintzing entstammte einer der ältesten und einflussreichsten Patrizierfamilien Nürnbergs. Sein Vater war Seyfrid Pfintzing, Ratsherr und städtischer Baumeister. Die Mutter, Barbara Grundherrin, entstammte einer ebenfalls angesehenen Nürnberger Ratsfamilie. Am 23. Mai 1494 immatrikulierte er sich in Ingolstadt, wo er 1496 zu den Schülern von Conrad Celtis gehörte.
Seine Karriere am Wiener Hof begann mit der Stellung als einer der Sekretäre des Hofkanzlers Maximilians, Zyprian von Serntein; anschließend wurde er Sekretär und Rat des Kaisers. Zusammen mit seinen Brüdern wurde er 1510 in den Ritteradel erhoben. Auf Wunsch des Kaisers erhielt Pfintzing 1512 die Propstei St. Sebald in Nürnberg; im Jahre 1517 wurde er Propst des Ritterstifts von St. Alban zu Mainz. Darüber hinaus war er Kanonikus in Mainz, Bamberg und Trient. Er kümmerte sich um die Hofhaltung und hatte weitergehende Aufgaben zu erfüllen, wie zum Beispiel die Bischofswahl 1513 in Speyer und den Preßburger Fürstentag im Jahre 1515. Überdies vertrat er seine Heimatstadt bei Hof als Diplomat.
1514 stiftete er den gotischen Chor der Hauskapelle des Sebalder Pfarrhauses, das weltbekannte sogenannte Pfinzing-Chörlein. Im folgenden Jahr stiftete er das Pfinzing-Fenster in der Sebaldskirche, das von Veit Hirsvogel nach einem Entwurf von Albrecht Dürer geschaffen wurde. Dürer gehörte zum Freundeskreis Pfinzings und schuf auch eine Porträtzeichnung von ihm.
Nach dem Tode Maximilians I. zog er sich vom Hofe zurück und lebte nur noch seinen geistlichen Ämtern. 1521 gab er mit einer Pension sein Amt als Pfarrer und Propst von St. Sebald auf und ließ sich in Mainz nieder, wo er 1535 verstarb.

## Werk

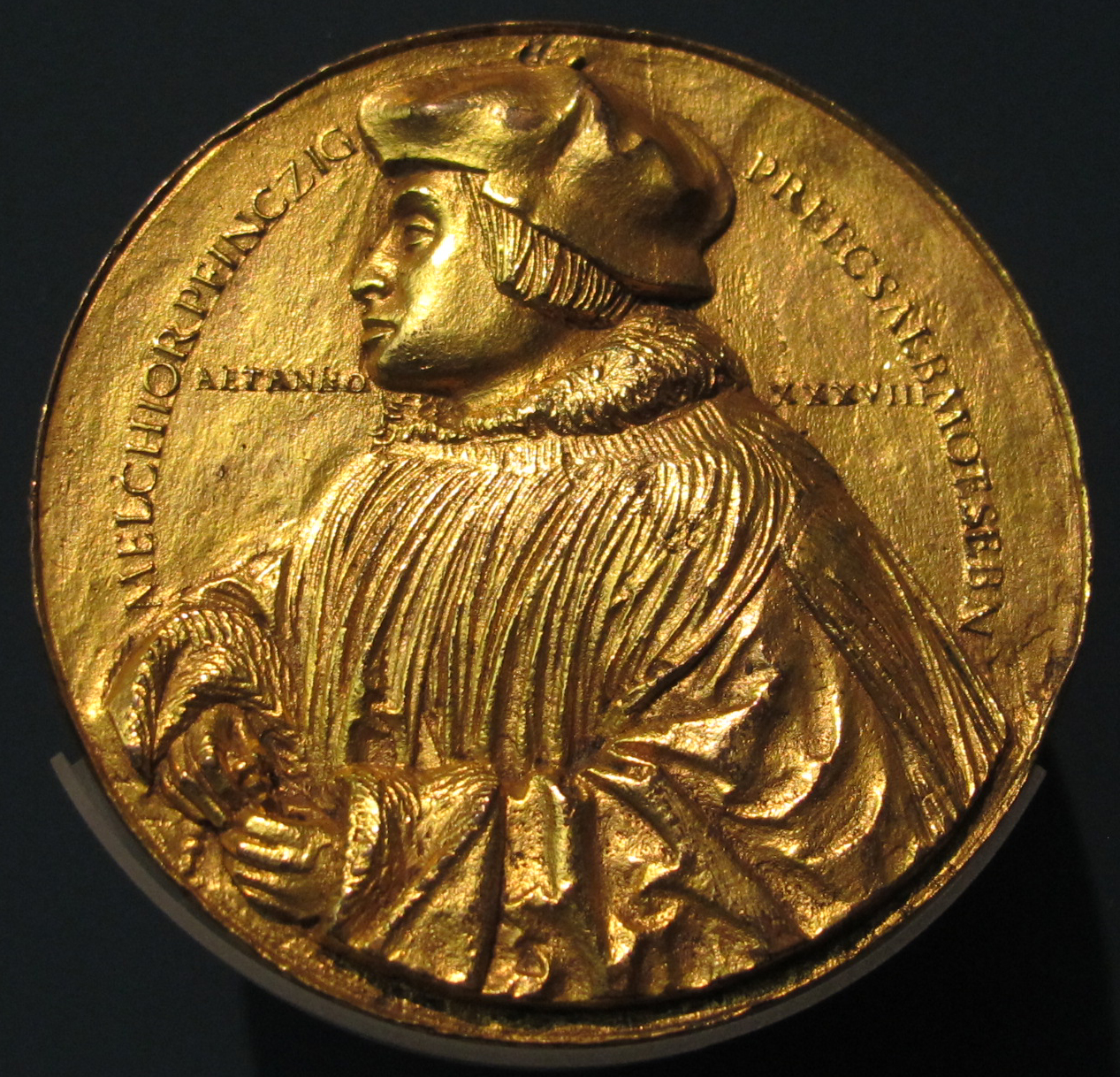
Medaille mit Melchior Pfintzing (von Hans Schwarz, 1519)

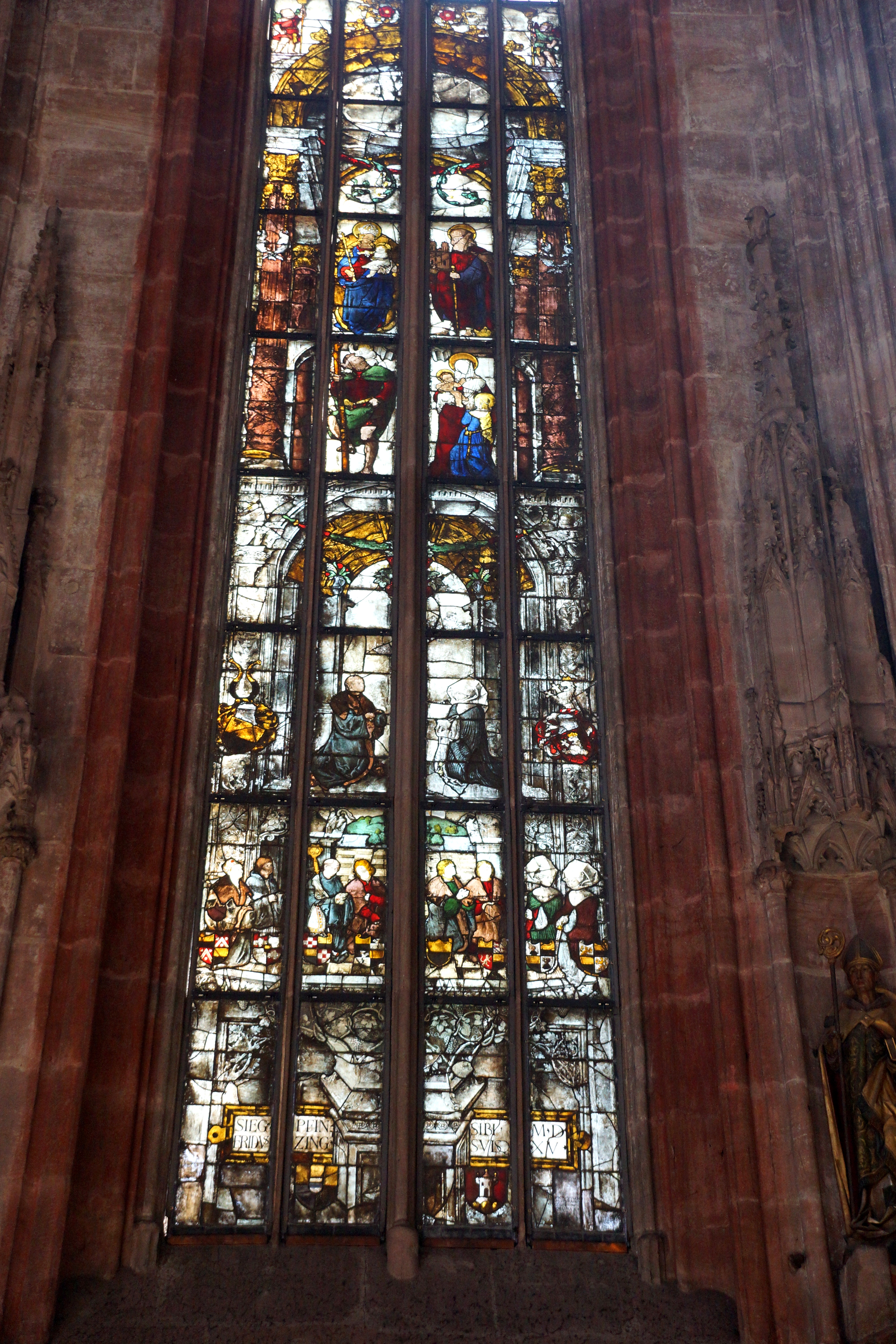
Pfinzing-Fenster in der Sebaldskirche, von Albrecht Dürer und Veit Hirsvogel (1515)

Melchior Pfintzing galt lange Zeit als der alleinige Verfasser des Theuerdank, einer 1517 erschienenen allegorischen Verserzählung mit dem Kaiser als Protagonisten; diese Erzählung entstand indes aus einer Zusammenarbeit von Pfinzing, Kaiser Maximilian und dessen Schreiber Marx Treitzsaurwein. Pfinzing hat, wie Trautzsaurwein, an der als Gedechtnus bezeichneten Strategie Maximilians, sich literarisch und künstlerisch zu verewigen, auch weitergehend mitgewirkt. So war er nicht nur am Theuerdank, sondern auch an der Schlussredaktion des Weißkunig, einer von Maximilian verfassten und von Trautzsaurwein bearbeiteten kaiserlichen Familienhistorie – wiederum mit Maximilian als Titelfigur –, beteiligt. Darüber hinaus ist seine Mitwirkung an der Planung für Maximilians Grabmal belegt.

## Rezeption
Aus der dem Theuerdank vorangestellten Widmung, in der sich Pfintzing 1517 als Kaplan von Maximilians I. Enkel, König Karl von Spanien, dem späteren Kaiser Karl V. bezeichnet, wurde geschlossen, dass Melchior Pfintzing auch Hofkaplan Karls V. gewesen sei, was allerdings bereits im 19. Jahrhundert bezweifelt wurde.
Einige Gelehrte des 16. Jahrhunderts, wie zum Beispiel Willibald Pirckheimer, erwähnten seine Bildung und wiesen auf Übersetzertätigkeiten aus dem Griechischen hin; für diese fehlen allerdings die Belege. Nachgewiesen ist er literarisch nur in der Volkssprache.